# Ереванская телебашня
Ерева́нская телеба́шня (арм. Երևանի հեռուստաաշտարակ) — сооружение высотой 311,7 м в Ереване, столице Армении. Построена в 1974—1977 годах. Ереванская телебашня является 32-й по высоте телевизионной башней в мире.

## История
Решение о строительстве Ереванской телебашни было принято в конце 1960-х годов. Она должна была заменить старую 180-метровую телевышку, увеличив в 2 раза мощность приёма. Проектированием телебашни занимался Украинский институт стальных конструкций. Авторами проекта были Исаак Затуловский, Анатолий Перельмутер, Марк Гринберг, Юрий Шеверницкий и Борис Бут. Та же группа инженеров работала над проектами Тбилисской и Киевской телевышек.
Строительство башни продолжалось с 1974 по 1977 годы. Конструкции башни изготовлены из низколегированных сталей на Руставском металлургическом заводе. Монтаж конструкций осуществлялся при помощи самоподъёмных и переставных кранов, разработанных институтом «Промстальконструкция». На момент окончания строительства Ереванская телебашня стала высочайшим сооружением в Армении и в Закавказье, а также 4-й по высоте телебашней в СССР (после Останкинской, Киевской и Ленинградской). Старую телебашню перенесли в Ленинакан (нынешний Гюмри), где она действует до сих пор.
Телевещание началось 29 ноября 1977 года.

## История вещания
Установка башни в 1977 году позволила принимать самые разнообразные программы Центрального телевидения Москвы, а также других республик Советского Союза. В те годы средняя дневная продолжительность программ, транслируемых армянским телевидением, достигала двенадцати часов, из которых два с половиной часа цветные, в том числе четыре часа тридцать пять минут собственных программ. Девяносто шесть процентов населения смотрели первую передачу. В 1978 году стало возможным также принимать четвертый канал Центрального телевидения в Армении [4]. В 1978 году смотрели программы: новостные (25%), музыкальные (23%), образовательные (13%), развлекательные программы для взрослых (14,5%). %), политические (9%) и военные (6%), спортивные (4%), кино (3,5%) и другие.
К 1978 году количество телевизоров достигло 500 000, из которых 100 000 были цветными. Армянская ССР была второй в Советском Союзе по популярности телевидения. Продолжительность телепрограмм в сутки достигла 19 часов. Около 50% программ были цветными, а 70% - записанными. В последующие годы Армения стала первой из республик Советского Союза по проценту телеаудитории и объему программ.

## Конструкция
Конструкция телебашни практически разделена на три части: основание, корпус и антенну.
Основание представляет собой тетраэдр из ферменной стали, который на высоте 71 метр становится закрытой площадкой для наблюдения и технических кабинетов. На крыше корзины нижней башни размещены радиоантенны. Треугольная ферменно-стальная конструкция продолжается до высоты 137 метров, где расположена двухэтажная 18-метровая конструкция в форме перевернуто-усеченного конуса. Решетчатая сетка продолжается еще 30 метров.
В центре этой конструкции находится бетонная вертикальная труба диаметром 4,2 метра, в которой, в том числе, спрятана шахта лифта. Труба, выходящая из подвала, продолжается как несущая антенна. Эта форма была широко распространена в Советском Союзе со стальными башнями. Например, Киевская телебашня и Санкт-Петербургская телебашня построены по такому принципу.
Антенна сужается (диаметр на секцию: 4 метра, 3 метра, 2,6 метра, 1,72 метра и 0,75 метра) между пятью ремонтными мостами к вершине. Вся стальная конструкция окрашена в белый цвет и международный оранжевый цвет в соответствии с правилами безопасности полетов (аналогично Токийской телебашне и Тбилисской телебашне).
Вес сооружения составляет 1900 тонн, а фундамент находится на высоте 1170 метров над уровнем моря.